# Lough Conn
Il Lough Conn è un vasto lago situato nella parte settentrionale del Mayo, Repubblica d'Irlanda.

## Geografia
Il lago si estende longitudinalmente dalle zone limitrofe alla città di Ballina e finisce in un piccolissimo corso d'acqua lungo pochissimi metri che lo collega al Lough Cullin a Pontoon. Tramite un sistema di canali è collegato anche all'Oceano Atlantico e al fiume Moy, che sfocia nella baia di Killala e passa a pochissima distanza dal Cullin.
Altri specchi d'acqua minori contornano il Conn, come il Levally Lough. Accanto al lago si erge imponente la mole del monte Nephin (804 m), che spicca di certo in confronto al territorio pianeggiante e spesso paludoso della zona.
Oltre a Ballina, situata a circa 5 km, il centro principale nelle vicinanze è Crossmolina, a nord-ovest. Altri villaggi minori sono da ovest in senso orario, Lahardane, Castlehill, Carrycloonagh, Newtown Cloghans, Brackwanshagh, Knockmore e Cuilkillew.

## Mitologia
Secondo la mitologia celtica, il lago si sarebbe formato, insieme al suo immediato vicino minore, quando Fionn mac Cumhaill era intento in una battuta di caccia con i suoi cani, Conn e Cullin appunto; quando trovarono sulla loro strada un enorme cinghiale, il gigante ed i suoi cani cercarono di catturarlo, ma l'animale, tentando la fuga, cominciò a perdere acqua dalle zampe. I cani di Finn si gettarono all'inseguimento, soprattutto Conn che era più veloce e riuscì a prendere il cinghiale, che però rimase fermo continuando a riversare acqua fino a che non formò dei laghi: dopodiché nuotò a riva e i due cani affogarono nelle masse d'acqua che presero il loro nome.

## Aneddoti
- Il Conn è molto rinomato per la pesca di salmoni e trote brune.
- Il lago non è percorso circolarmente come molti altri da una strada, ma fiancheggiato parallelamente dalle strade regionali R315 e R310. Vicina è anche la N59.